# Tre passi avanti
Tre passi avanti è il quinto album in studio del gruppo fiorentino Bandabardò.

## Tracce
1. Ramon 2 – 0:48
2. Il Mistico – 3:01
3. Sempre allegri – 3:15
4. La fine di Pierrot – 3:54
5. Que nadie sepa mi sufrir – 3:37
6. Mi arrendo – 4:35
7. Ramon – 3:35
8. Macrame les doigts – 3:24
9. Negli occhi guardo poco – 2:58
10. Mexicostipation – 1:19
11. Non ricordo più – 4:25
12. Tre passi avanti – 3:35
13. Papillons – 3:04
14. Mama Nonmama – 11:52

## Formazione

### Gruppo
- Erriquez - voce, chitarra acustica, produzione
- Finaz - chitarra acustica, chitarra elettrica, cori, produzione
- Orla - chitarra, cori
- Don Bachi - basso, contrabbasso
- Nuto - batteria
- Ramon - tromba, percussioni, voce in 1, 7, 10, 11

### Produzione
- Cantax - fonico, suoni, produzione
- Carlo U. Rossi - produzione, arrangiamento

### Collaborazioni
- Dario Fo - testo (insieme a Erriquez, traccia 3)

## Classifiche
| Classifica | Posizione Massima |
| ---------- | ----------------- |
| Italia     | 7                 |

## Curiosità
Il testo della canzone "Sempre allegri" è stato scritto insieme a Dario Fo.
Il verso finale della stessa canzone (Sempre allegri bisogna stare che il nostro piangere fa male al re, fa male al ricco e al cardinale diventan tristi se noi piangiam) è tratto da "Ho un visto un re", scritta da Fo e incisa da Giorgio Gaber e Enzo Jannacci